# Степан Бутенко
Бутенко Степан (також Бут, Кутенко Стецько; ? — пом. осінь 1674) — козацький державний та військовий діяч, білоцерківський полковник.

## Життєпис

### Походження
Очевидно, народився на Білоцерківщині, можливо в самому місті Білій Церкві, в козацькій родині. Вперше згадується у Реєстрі Війська Запорозького 1649 року, до якого був вписаний у складі Білоцерківського полкового товариства. Серед козаків вищевказаного товариства перед ним записані також Андрій, Филон та Данило Бутенки, після нього Харко та Кіндрат Бутенки, серед козаків містечка Чорний Камінь цього ж полку — Іван, Юско та Дмитро Бутенки. Крім того, в полковому товаристві записані 5 козаків з прізвищем Бут і Демко Бутченко, серед Чорнокам'янських козаків записаний Грицько Бут, серед паволоцьких козаків Семен Бут та Петро Бутиков син. Отже, в даному полку проходили службу представники однієї чи кількох сімей Бутів та Бутенків (Бутенко може бути похідним від Бут і позначати сина чи іншого нащадка Бута).

### Перший період на посаді білоцерківського полковника (1667—1671)
Степан Бутенко став помітною постаттю у другій половині 1660-х років за часів правління гетьмана Петра Дорошенка. На той час Білу Церкву займала польська залога, яка там стояла від часів правління гетьмана Павла Тетері з 1664 року, а гетьманський уряд та Річ Посполита перебували у стані війни. Після невдалої облоги у травні-вересні 1667 року гетьманськими військами Білої Церкви, у грудні цього ж року було утворено новий Білоцерківський полк, полковий центр якого містився у Ставищі. Ймовірно, саме тоді його очолив Степан Бутенко, замінивши Якова Кульгана.
Вперше в письмових джерелах Бутенко згадується на цьому уряді у лютому 1668 року. Тоді він на чолі свого полку взяв участь у поході Петра Дорошенка до Срібного, спрямованому на очищення східних теренів України від московських військ. Похід довелося перервати через початок наступу польського війська з заходу.
Повернувшись з походу, Степан Бутенко на чолі Білоцерківського полку, за наказом гетьмана, протягом червня-липня 1668 року спробував знову звільнити Білу Церкву від польської залоги. У Підгаєцькій угоді 1667 року містилось положення про зменшення чисельності польської залоги у Білій Церкві та про заборону їй чинити прикрощі місцевому населенню. Але ці положення не виконувалися.
Наприкінці червня білоцерківський полковник узяв в облогу польську залогу (3 тисячі війська та 56 гаківниць), очолювану комендантом Яном Стахурським, і спробував здобути місто силами свого полку. Степан Бутенко намагався схилити на свій бік частину жовнірів, а також захопити коней, які випасалися на навколишніх полях. Силами одного полку він не зміг оволодіти містом, а тому звернувся за допомогою до Григорія Дорошенка, який стояв табором під Іллінцями. Наказний гетьман відрядив до нього паволоцького полковника Яроша Грицину та 200 подністрянських левенців. Спільними силами (близько 5 тис. чоловік) вони вранці 2 (12) липня напали на білоцерківську залогу, проте зазнали відчутної поразки. До полону потрапило півсотні козаків, серед них наказний паволоцький полковник і кілька сотників.
У серпні-вересні 1668 року над Дніпром під Сокирною зібрались всі дорошенківські полки, серед яких був і Білоцерківський С. Бутенка.

#### Тимчасове перебування під проводом кошового гетьмана Петра Суховія
Під час походу Петра Суховія на Чигирин, 21 (31) липня 1669 року Степан Бутенко, йдучи з своїм полком на з'єднання з військом П. Дорошенка, був запрошений до Сміли на зустріч з Суховієм і підступно захоплений останнім у полон. Як писав 31 липня (10) серпня І. Ґізелю Й. Тукальський, П. Суховієнко «раптово разом з ними (татарами) на полковників…, що стояли під Смілою, прибувши, в свою неволю побрав і наказуючи їм по добрій волі з собою бути, ледь не на арканах…» перетягнув до себе. Кошовий гетьман 26 липня (5 серпня) 1669 року на своєму боці мав Корсунський, Білоцерківський, Паволоцький, Уманський, Торговицький, Кальницький полки і його підтримував кримський хан.
В кінці липня біля с. Конончі гетьман Дорошенко був оточений козаками П. Суховія та його союзником — татарською ордою. Облога тривала 5 тижнів, і лише після прибуття турецького чауша, котрий привіз Дорошенку клейноди від султана, татари відійшли до Криму, а П. Суховій до Умані.

#### Повернення під владу Петра Дорошенка
Після поразки Петра Суховія у Конончівській битві на межі липня-серпня 1669 року, Степан Бутенко повернувся під владу П. Дорошенка.
18 (28) жовтня 1669 року С. Бутенко отримав королівський привілей на два млини: один під Каневом, другий під Маслівкою.
В кінці жовтня 1669 року Білоцерківський полк на чолі з С. Бутенком, разом з Корсунським, Паволоцьким, Брацлавським і Кальницьким полками, під проводом Г. Дорошенка, Я. Лизогуба та І. Сірка зібралися в Вільховці, готуючись до походу на Умань. Тут вони були оточені підрозділами М. Ханенка, П. Суховія та Ю. Хмельницького й татарами. Після підходу на допомогу дорошенківцям Білгородської орди, облога була знята. Об'єднане військо, вочевидь, під керівництвом Я. Лизогуба швидким маршем вирушило на виручку П. Дорошенку, якого Ханенко обложив у Стеблеві. 8 (18) листопада війська Ханенка були розгромлені.
У середині лютого 1670 року Р. Дмитрашко-Райча на чолі Переяславського, Чернігівського і лівобережної частини Київського полків розпочав наступ на лівобережні міста Черкаського полку, котрі були вірні П. Дорошенку. 20 лютого (2 березня) 1670 року Степана Бутенка було призначено наказним гетьманом над корпусом у складі Білоцерківського, Паволоцького та правобережного Київського полків й доручено відбити цей наступ. Він отримав наказ гетьмана діяти разом з польським полковником Яном Пиво-Запольським. Однак, вочевидь, через загрозу нападу запорожців і татар ця акція не відбулася.
Наступ ханенківців з татарами змусив Бутенка повернутися до Білої Церкви і присягнути комендантові Я. Стахурському допомагати в обороні і укріпленні фортеці. Після цього Степан Бутенко, за згодою начальника польської залоги, увійшов з полком до міста.
Протягом червня-липня 1670 року П. Дорошенко розпорядився направити 2 тис. серденят на чолі з полковником Степаном Бутенком, а також власну гвардію під проводом німецького офіцера, капітана Бідермана, до Білої Церкви з наказом оволодіти нею. З'явившись під містом, вони повністю оточили його, позбавивши вояків залоги можливості збирати з поля урожай. Бідерман також розпочав підготовку штурму фортифікацій, просуваючись за допомогою апрошів усе ближче до них. Проте, й цього разу захопити твердиню не вдалося. Я. Собеський направив на допомогу білоцерківській залозі потужний підрозділ, який налічував понад 4 тис. жовнірів разом зі слугами. Польські підрозділи, очолювані поручиком А. Хелмським, до яких приєдналися ще 500 жовнірів Я. Пива-Запольського, з'явилися несподівано, завдали поразки серденятам й змусили їх відступити. Внаслідок цього поляки спромоглися зберегти свою присутність у серці Правобережної Гетьманщини..
Білоцерківський полковник С. Бутенко був присутній на Чигиринській раді в кінці листопада — на початку грудня 1670 року. Він підтримав перехід Війська Запорозького під протекцію Османської імперії та складення присяги султанові. Усі — як гетьман, так і старшини — присягнули, затвердивши цей акт власними підписами на відповідному документі.
За даними дослідників М. Максимовича, В. Заруби, В. Панашенко, І. Крип'якевича, принаймні 1670 року Степан (Стецько) Кутенко (Бутенко) обіймав уряд паволоцького полковника. Можливо, по завершенню Чигиринської ради, після якої колишнього паволоцького полковника Я. Грицину відправили з посольством до Царгороду, Степан Бутенко певний час на межі 1670-1671 років виконував функції паволоцького полковника (очевидно наказного), одночасно керуючи й Білоцерківським полком.
Невдовзі, в кінці грудня 1670 року, Бутенко почав знову чинити спроби заволодіти Білою Церквою. Полковник зайняв місто козаками і серденятами, наказав повбивати жовнірів, які стояли в караулах і силою готовий був здобути фортецю. Останнє, проте, йому не вдалося. Я. Пиво-Запольський прибув на допомогу білоцерківському комендантові, коли Яків Лизогуб тримав два тижні місто в облозі. Новий комендант фортеці Ян Льобель просив Дорошенка відкликати білоцерківського полковника, а сердюкам він готовий був дати продовольство, щоб вони вийшли з Білої Церкви.
22 лютого (2 березня) 1671 року після завершення Генеральної ради в Корсуні до короля Речі Посполитої звертаються чигиринський полковник Я. Корицький, канівський — М. Павлович, білоцерківський — С. Бутенко, паволоцький — Г. Гамалія, кальницький — Г. Коваленко, торговицький — С. Щербина, уманський — Г. Білогруд, корсунський — Ф. Кандиба, кожен з яких особисто відправляє листа (текст усіх листів був майже ідентичний) до монарха про підтримку політичного курсу П. Дорошенка та власними образами на непоступливість польської сторони — «…Адже тоді (перед 1648 роком) не тільки гетьман чи полковник, а й найменший староста та ревізор був поляк, через що Військо терпіло всілякі утиски й мусіло з такого ярма визволитись. Вже двадцять років, як не можна згасити тої пожежі. Звольте, Ваша Королівська Милість, виявити нам свою панську ласку і не стримуйся, благаємо, в задоволенні всіх наших потреб». Одночасно був відправлений колективний лист від старшини, підписаний і С. Бутенком, на Запоріжжя із підтримкою Дорошенка і засудженням Острозької угоди 2 (12) вересня 1670 року.

### Перехід на бік М. Ханенка. Втрата посади полковника
Проте, після березня 1671 року Степан Бутенко перестав визнавати владу гетьмана Петра Дорошенка над Білоцерківським полком і приєднався до заколотників, очолюваних Михайлом Ханенком. На думку В. Кривошеї, після цього Бутенко втратив білоцерківське полковництво. Проте, коли у липні війська Дорошенка під час походу на Білу Церкву облягли її, Степан Бутенко знову перейшов на бік Дорошенка. 1672 року на Білу Церкву з Ладижина вирушило військо Михайла Ханенка. Частина Білоцерківського полку визнала владу останнього. Заколотників очолив Гнат Макуха, якого Ханенко призначив білоцерківським полковником (? — серпень 1672–1673 — ?) і який перебував у Білій Церкві під захистом польської залоги.
Після 1671 року згадки про Степана Бутенка в письмових джерелах зникають аж до початку 1674 року. Найімовірніше, спочатку він залишався під владою гетьмана Ханенка, хоча й не займав значних посад, проте після вторгнення султанської армії, окупації нею Поділля та Бучацького миру 1672 року, як і більшість козаків, повернувся на бік Дорошенка. Проте навесні 1673 року, після нової появи на Правобережжі Ханенка з поляками, Бутенко знову перейшов на його бік і, врешті-решт, з приходом на початку 1674 року на Правобережжя військ І. Самойловича, перейшов на бік останнього.

### Перехід на бік І. Самойловича. Поновлення на посаді білоцерківського полковника (1674)
У Богуславі Бутенко прийняв присягу перед Самойловичем і генеральним осавулом І. Лисенком. В. Кривошея вказує, що С. Бутенко став знову білоцерківським полковником у лютому 1674 року.
17 (27) лютого 1674 року він на чолі свого полку разом з іншою старшиною прийняв у Переяславі присягу на вірність московському цареві, а 19 (29) березня, після ухвалення Переяславських статей, підписав серед інших старшин листа цареві з повідомленням про свою присягу та з проханням оборонити Правобережну Україну від поляків і змусити польську залогу евакуюватися з Білої Церкви.
Бутенко взяв участь у поході І. Лисенка на Лисянку, спрямованому проти військ Григорія Дорошенка. 2 (12) березня відбувся бій. Лисянка повстала і видала до московського полону наказного гетьмана Г. Дорошенка і мурзу Ждан-Тугая.
9 (19) квітня 1674 року С. Бутенку «и всему поспольству въ полки» була надана царська грамота, в якій їм обіцялося зберігати їх в царській милості, не віддавати під владу поляків. В царській грамоті від 10 (20) квітня, зокрема, зазначалося, що питання про виведення польської залоги з Білої Церкви буде вирішене на зустрічі московських та польських і литовських послів.

### Турецька загроза. Заклики до переходу на бік Дорошенка. Загибель
Після приходу на допомогу П. Дорошенку влітку османсько-татарської армії під командуванням візира Кара-Мустафи, яка змусила Самойловича і московські війська відступити, становище Степана Бутенка та ввіреного йому Білоцерківського полку стало загрозливим. Зберігся універсал наказного гетьмана від П. Дорошенка Григорія Гамалії від 15 (25) серпня, адресований білоцерківському полковнику, старшині, козакам, міщанам і всьому поспільству полку, які перебували на той час в Ставищах, в якому він «радив здраво, щоб всі сумніви і непотрібні думки відклавши в сторону, вчасно султановій величності відізвалися з усією доброзичливістю, і за свій злочин через висланих осіб своїх… добивали чолом султану й візиру: тому з Брацлава, з Кальника і з інших міст, покаявшись у такий же вині і в злочині, люди не побачили ні найменшої образи; і це все за нашим проханням за них, донесеному до візира, пробачено і збережено при першій султановій милості». Надіславши список з універсалу П. Дорошенка, яким той «вас у всьому прощає і відпускає всяке прогрішення», та навівши приклад Ладижина, що «стояв при впертості», наказний гетьман попереджав: «…вже то не побачите милосердя над собою, коли вже війська до вас прийдуть…». Якийсь Василь Юрійович з Паволочі 19 (29) серпня також переконував С. Бутенка прийняти добру пораду. «З начальними полку свого, — закликав він, — скоріше з усякою смиренністю віддай поклон султану турецькому, також і його милості пану гетьману наказному…».
Очевидно, що Степан Бутенко не дослухався до цих закликів і, не чекаючи для себе пощади від гетьмана Дорошенка, втік із жінкою до Білої Церкви, сподіваючись, очевидно, перейти під захист польської залоги. Проте комендант тамтешньої фортеці Ян Льобель звелів його зарубати як зрадника, мабуть, пам'ятаючи, скільки разів Бутенко дошкуляв йому та його попереднику, намагаючись заволодіти фортецею. Про це 1 (11) липня 1675 року Іван Самойлович писав царю, вказуючи, що подія відбулася минулої осені — тобто восени 1674 року. Самойлович також писав царю в лютому 1677 року, що комендант Білої Церкви вбив Бутенка з особистої помсти та пограбував усе його майно.